# Allerheiligenkerk (Mühlhausen)
De Allerheiligenkerk (Duits: Allerheiligenkirche) is een voormalig kerkgebouw in Mühlhausen, Thüringen. Het kerkgebouw is tegenwoordig in gebruik als kunstgalerie.

## Geschiedenis
De kleinste middeleeuwse parochiekerk van Mühlhausen is gelegen aan de Untere Steinweg. Het werd tot 1287 ten teken van verzoening voor de in 1256 verwoestte Paltskerk gebouwd. Vervolgens duurde het tot 1525 vooraleer de kerk in relatie tot Thomas Müntzer weer genoemd wordt. Na een lange periode van leegstand werden de erediensten in 1685 hervat. Vier jaar later brandde het kerkgebouw af. De herbouw, waarbij de toren werd verhoogd, vond plaats in barokke stijl.
Na de opheffing van de parochie verviel de kerk sinds 1900.

## Restauratie
In de periode 1985-1989 volgde een restauratie van de voormalige kerk. De stad droeg het gerestaureerde gebouw vervolgens over aan de musea van Mühlhausen. Sindsdien is er in de voormalige kerk een museumgalerie gevestigd. In het gebouw worden tentoonstellingen over kunst en literatuur georganiseerd.

## Beeld Heinrich Pfeiffer
Voor de kerk staat een bronzen buste van een geknevelde Heinrich Pfeiffer, een voormalige monnik en latere hervormer en medestrijder van Thomas Müntzer. Wegens zijn aandeel in de Boerenoorlog werd Pfeiffer op 27 mei 1525 voor de stadspoort van Mühlhausen terechtgesteld.